# 1867년 선거법 개정

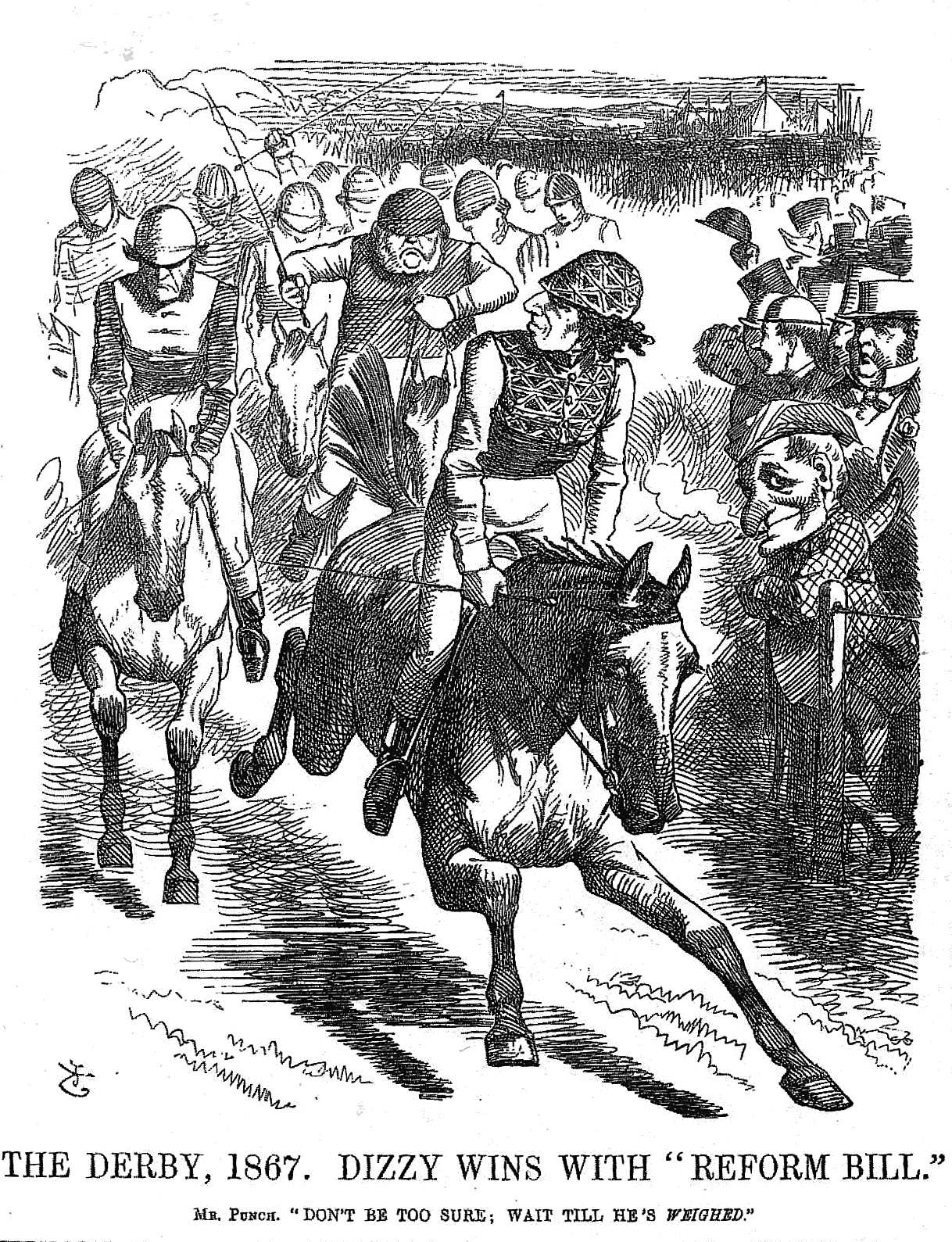

1867년 국민대표법(Representation of the People Act 1867) 또는 1867년 선거법 개정(Reform Act 1867)은 잉글랜드 웨일스의 선거 제도를 개혁한 영국의 의회법이다. 1867년 8월 15일 공포했으며 1869년 1월 1일 완전 발효됐다.
당시 잉글랜드 웨일스의 성인 남성 700만 명 중 투표권을 가진 사람은 100만 명에 불과했는데 이 선거법 개정을 통해 투표권을 가진 사람이 두 배로 늘어났다. 1868년에는 남성 세대주들이 모두 투표할 수 있게 되면서 1832년 이후 진행된 도시화와 인구 증가에 훨씬 못 미치는 무시하기 힘든 의석 재분배를 이루어냈다.
선거법 개정을 이끌었던 인물은 보수당을 이끌던 벤저민 디즈레일리였다. 디즈레일리는 급작스럽지만 전면적인 선거법 개정을 지지하는 것으로 보수당에 대한 대중의 지지를 기대했지만 1868년 영국 총선에서 국민들은 윌리엄 유어트 글래드스턴이 이끌던 자유당을 택했다.

## 배경
1832년 선거법 개정은 영국의 선거 제도를 크게 혁신했지만 한계도 있었다. 내각과 의회는 몇 차례에 걸쳐 추가적인 개정을 이루어냈지만 1832년과 같은 적극적인 모습을 보이진 않았고 여전히 투표권을 가지지 못했던 노동자 계층은 차티스트 운동을 일으켰다. 1848년을 기점으로 차티스트 운동은 동력을 상실하고 차츰 시들시들해졌지만 일부 정치인들은 추가적인 선거법 개정이 필요하다고 주장하기 시작했다. 1859년 디즈레일리는 선거법 개정을 시도했지만 실패했고 1832년 선거법 개정 당시 주요한 역할을 맡았던 존 러셀이 1860년 선거법 개정을 시도했지만 동료인 자유당 의원 제3대 파머스턴 자작 헨리 존 템플의 반대로 역시 불발에 그쳤다.
1865년 미국에서 일어난 남북 전쟁의 결과 북부가 승리하자 남부 농장주들을 옹호하던 영국의 상류층들은 미국에서 지주의 영향력이 줄어들고 시민 운동이 급진적으로 나아가자 이러한 미국의 변화에 경악했다. 하지만 북부의 입장에 발맞춰 더 많은 민주주의와 대중의 참여를 요구하는 목소리 또한 높아졌으며 월터 배젓, 토머스 칼라일, 앤서니 트롤럽, 카를 마르크스, 존 스튜어트 밀 등이 이를 지지했다. 이들은 헌법과 도덕적 권리의 균형을 논증하며 숙련되고 냉정하고 검소하고 존경받는 장인(匠人)들이 투표권을 가질 자격이 충분하다고 강조했다. 글래드스턴은 노동자들이 도덕적으로 성숙했으며 더 나은 사람들에 대한 충성심을 보일 기회를 부여해야 한다고 역설했다. 하지만 보수당은 미국과 오스트레일리아에서 낮은 계층이 민주주의를 누리는 것을 경고하고 반대했다.
1865년 헨리 템플이 사망한 것을 계기로 선거 개혁에 대한 논의가 본격화됐다. 1866년 총리로 재직중이던 러셀은 노동자에게 투표권을 부여하는 것을 주요 골자로 한 선거법 개정안을 의회에 제출했다. 하지만 이 법률안은 굉장히 조심스러운 것이었는데 러셀은 무책임하고 범죄적이고 가난한 노동자는 제외하고 존경받는 숙련된 노동자들에게 투표권을 줘야 한다고 규정했기 때문이었다. 구체적으로는 연간 임대료 7파운드를 납부할 수 있거나 2실링 9펜스보다 많은 주급을 받는 노동자에게 투표권을 확대하는 것이었다. 최고의 장인들에 의해 강화된 중산층은 여전히 권력의 우위를 점할 것이라고 진보주의자들은 주장했다.
하지만 자유당 내의 반개혁파인 아둘람파(Adullamites)는 보수당과 함께 선거법 개정에 반대했다. 휘그당이 자유당 내 개혁파와 함께 선거법 개정을 지지했지만 법률안은 하원을 통과하지 못했고 러셀은 총리직을 사임했다.

## 입법 경위
러셀이 물러난 이후 자유당 내각은 붕괴하고 총리에 제14대 더비 백작 에드워드 스미스스탠리가, 재무장관에 디즈레일리가 취임하여 보수당 내각이 출범했다. 하지만 이는 헨리 템플 사망 이후 자유당이 분열한 것에 대한 반사이익에 불과했다. 하원의 다수당은 여전히 자유당이었고 보수당 내각은 이를 고려하지 않을 수 없었다.
로버트 로가 이끄는 아둘람파는 선거법 개정에 반대한다는 점에서 보수당과 긴밀히 협력하고 있었다. 하지만 로는 보수당과 자유당 내에서 더 많은 영향력을 행사하기 위해서 보수당 내각에 참여하지는 않았다. 그리고 1867년 2월 디즈레일리는 자신이 구상한 선거법 개정안을 하원에 제출했다. 하지만 노동자에 대한 부정적인 인식을 가지고 있던 보수당은 여전히 개혁에 미온적인 태도를 보였고 제3대 솔즈베리 후작 로버트 개스코인세실은 법률안을 혐오하며 인도부 장관직에서 사임하기까지 했다.
하원에서 선거법 개정에 대한 논의가 진척되지 않자 여론은 더 이상 가만히 있지 않고 선거법 개정의 필요성을 적극적으로 역설했다. 맨체스터와 글래스고를 비롯한 많은 도시에서 수십만 명의 사람들이 시위에 나섰다. 이들은 혁명적인 언어를 사용하지는 않았지만 정부에 충분한 위협이 되었고 정부는 시위를 금지했다. 하지만 이를 무시하고 1867년 하이드 파크에서 시위가 열렸을 때 시위대에 압도된 군과 경찰은 차마 발포하지 못했다. 스펜서 월폴은 이 사태에 대한 책임을 지고 사임했다.

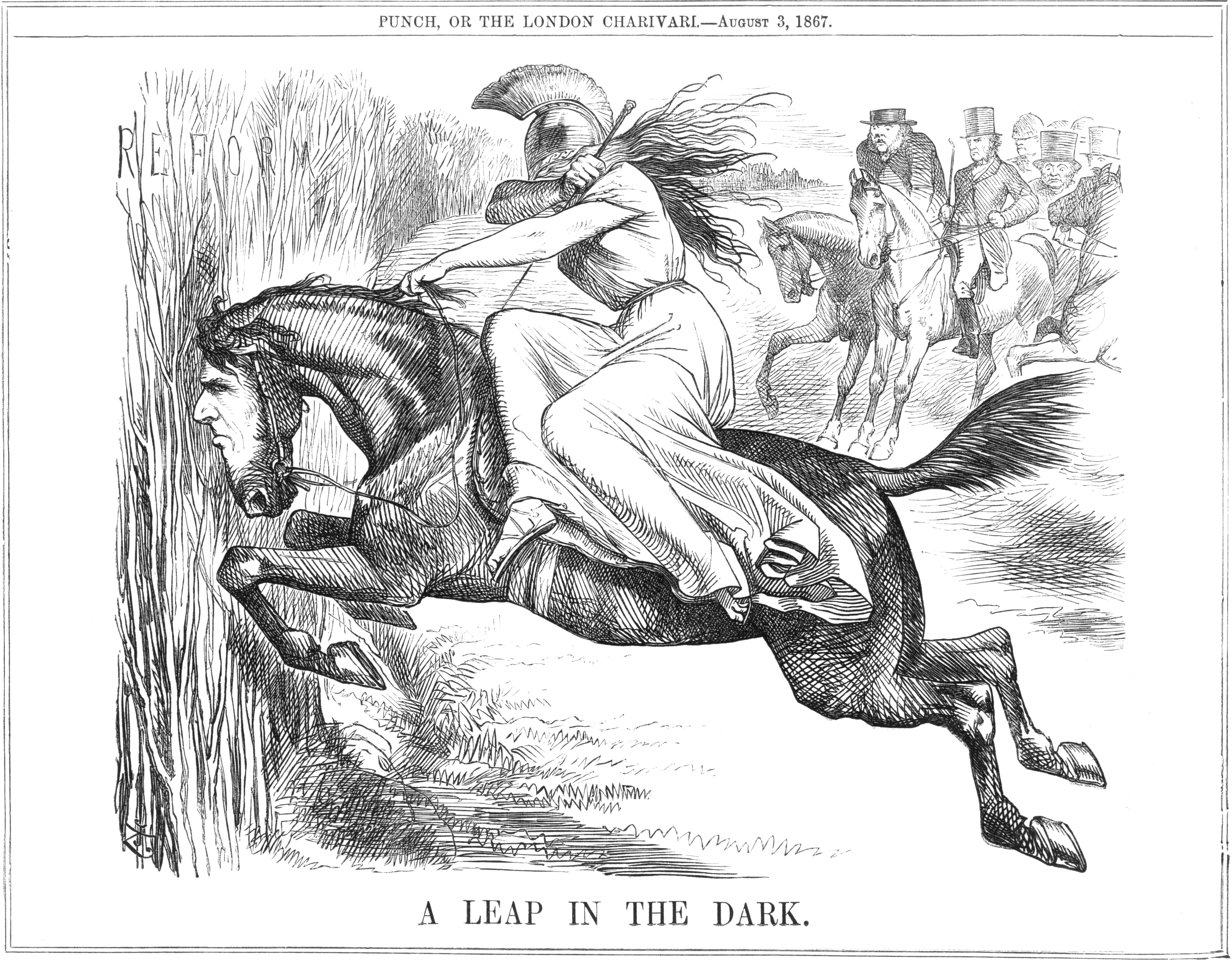
벤저민 디즈레일리를 말로 묘사한 1867년 8월에 그려진 카툰. 브리튼이 어둠 속에서 도약하고 있다.

시위의 규모와 여론의 분위기가 심상치 않자 내각은 보다 더 많은 사람들에게 투표권을 부여하도록 기존의 개정안을 수정했다. 이는 그때까지 하원에 제출됐던 어떤 선거법 개정안보다 훨씬 더 급진적인 내용을 담고 있었는데 도시 지역에 사는 대부분의 남자들에게 투표권을 인정했기 때문이었다. 최종적인 내용은 매년 10파운드 이상의 임대료를 지불하는 남성뿐 아니라 대졸자, 전문직 종사자, 50파운드 이상의 저축을 보유한 사람들까지 포함되었다.
하지만 글래드스턴은 이 개정안을 공격했고 디즈레일리는 글래드스턴과의 토론 과정에서 더욱 급진적인 법률안을 만들어냈다. 디즈레일리는 새롭게 투표권을 행사하게 된 유권자들은 자신들에게 투표권을 쥐어 준 보수당에게 감사할 것이고 따라서 다음 총선에서 보수당에 투표할 것이라고 믿었다. 그리고 디즈레일리는 이를 근거로 보수당원들이 이 개정안에 찬성하도록 설득했다.
디즈레일리의 설득으로 개정안은 하원을 통과했고 이후 상원에서도 무난하게 통과되었다. 하지만 1868년 총선은 디즈레일리의 기대와 달리 자유당 내 급진파의 부상을 도왔고 글래드스턴이 최종적인 승자가 되었다.

## 영향

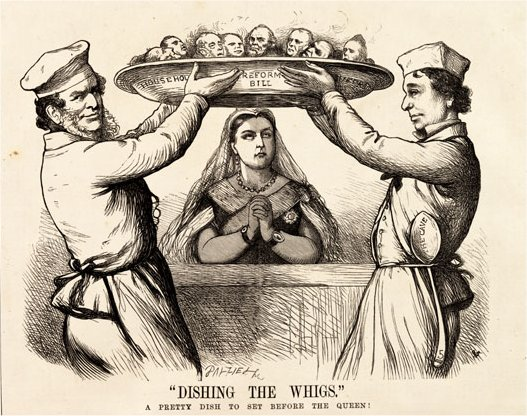
"휘그당을 요리하다". 에드워드 스탠리와 벤저민 디즈레일리는 훨씬 더 자유주의적인 개혁을 도입해 적수를 제거하고 그들의 머리를 쟁반 위에 올려 빅토리아에게 바쳤다.

1867년 선거법 개정은 많은 노동자와 모든 세대주에게 투표권을 부여한 것으로 이러한 규모는 전례가 없는 것이었다. 조나단 패리는 이를 두고 투표권 혁명이라 칭했다. 또한 더 이상 돈, 뇌물, 인기는 지주 계층이나 매우 부유한 사람들이 총선에서 손쉽게 승리하는 것을 보장하지 않게 했고 지방의 정서를 반영하는 사람이 당선되도록 만들었다.
다만 각 정당의 조직위원회는 여전히 선거인 명부를 손쉽게 조작할 수 있었고 이를 활용해 반대파를 제거하고 지지층을 마음대로 추가할 수 있었다.
또한 유권자의 수가 늘어나면서 각 정당은 선거에 임할 때 더욱 많은 자금을 필요로 하게 되었다. 자본가 계층은 자금을 필요로 하는 정당에 돈을 빌려주는 것으로 선거에 영향력을 미칠 수 있었다.

## 같이 보기
- 영국의 선거법 개정
- 차티스트 운동
- 벤저민 디즈레일리
- 윌리엄 유어트 글래드스턴